# Kenwood House
Kenwood House (også kendt som Iveagh Bequest) er en tidligere herregård i Hampstead, London på den nordlige del af Hampstead Heath. Den bestyres i dag af English Heritage og er åbent for besøgende.

## Historie
Den oprindelige bygning stammer fra den tidlige del af det 17. århundrede. Orangeriet blev tilføjet omkring år 1700. I 1754 blev det købt af William Murray, som hyrede arkitekten Robert Adam til at ombygge det fra 1764-1799. Adam tilføjede i den forbindelse biblioteket (et af hans mest berømte interiør) for at afbalancerer orangeriet, og tilføjede en joniske søjler ved indgangen. I 1793-6 tilføjede George Saunders to fløje ved nordsiden, samt kontor og køkken bygningerne og bryggeriet (nuværende restaurant).
Edward Guinness donerede huset til nationen, efter hans død i 1927, og åbnet til offentligheden i 1928. Han havde købt huset fra Mansfiel-familien i 1925, men uheldigvis var møblerne allerede solgt på daværende tidspunkt, så huset står hovedsageligt tomt, omen nogle møbler er blevet tilføjet siden da. Malerierne er fra Iveaghs samling. Noget af grunden blev separat tilkøbt. Omkring 150.000 besøgende kommer hvert år forbi Kenwood House, og grunden besøges af en anslået 1 millioner om året.

## Malerier
Kenwood House er berømt for sin store kunstsamling, hvilke inkludere malerierne:
- Johannes Vermeer: Guitarspillerinden
- Rembrandt: selvportræt
- Frans Hals: Portræt af Pieter van den Broecke
- Thomas Gainsborough : Portræt af komtesse Howe
- Edwin Henry Landseer : Hunting in the Olden Times

Og desuden malerier af:
- Joshua Reynolds
- Angelica Kauffmann
- John Crome
- George Morland
- Antoon van Dyck
- William Larkin
- J.M.W. Turner
- Arthur Boyd Houghton
- François Boucher
- Thomas Lawrence
- George Romney
- Jan Baptist Weenix
- Joseph Wright

Der er også en udstilling af skospænder, smykker og portrætminiaturer

## Galleri
- Johannes Vermeer: Guitarspillerinden
- Rembrandt van Rijn: Selvportræt (1661)
- Frans Hals: Portræt af Pieter van den Broecke